# Ignac Domej
Ignac Domej, slovenski kmečki in narodnostni organizator na avstrijskem Koroškem, * 30. julij 1921, Rinkole pri Pliberku, † 10. december 1990, Rinkole.
Kot napreden Koroški Slovenec in razgledan kmet iz Rinkol (nem. Rinkolach) je od srede petdesetih let 20. stoletja sodeloval pri posodabljanju kmetijstva na narodnostno mešanem ozemlju Koroške. Dve desetletji je zastopal slovenske kmete v velikovški okrajni kmetijski zbornici. V letih 1954−1985 je bil odbornik v občini Blato (tudi podžupan) in Pliberk. Bil je tudi dolgoletni predsednik Združenja staršev Zvezne gimnazije za Slovence v Celovcu ter od 1962-1968 in 1976-1987 pa podpredsednik Narodnega sveta koroških Slovencev.